# Francobolli su Pisa

Francobollo emesso dal Senegal in occasione dell'Esposizione Mondiale di Filatelia del 1998

Alla città di Pisa e alle personalità ad essa legate sono stati dedicati molti francobolli italiani e stranieri. La presente voce vuole rappresentare una guida, non definitiva, delle emissioni filateliche dedicate alla celebre città toscana e ai suoi personaggi famosi.

## Periodo prefilatelico
In città erano presenti alcuni uffici che provvedevano a trasportare la posta. In questo periodo prefilatelico sono in particolare da citare le spedizioni viaggiate su "Strada Ferrata Leopolda" (timbro apposto sulla spedizione) e le spedizioni avvenute durante la dominazione napoleonica.

## Area Italiana

### Regno d'Italia
- 1933 - Posta Pneumatica - 1 valore - (Vedi sotto Emissioni dedicate a Galileo Galilei)
- 1934 - Serie di due valori dedicata al 75º Anniversario dell'invenzione della dinamo, da parte di Antonio Pacinotti (50 c. e 1,25 Lire) - nº357/358;
- 1942 - (Vedi sotto Emissioni dedicate a Galileo Galilei)

Cartolina Postale
- 1933 - Scuola Normale Superiore di Pisa - Cartolina Postale da 30 cent. della serie turistica - Riporta l'immagine della facciata sulla parte destinata ai saluti.

Da segnalare inoltre che in questo periodo storico faceva parte della R.Marina la Regia Nave Pisa, che aveva un regolare annullo circolare, "R. Nave Pisa" e datario, con cui veniva timbrata la corrispondenza a bordo.

### Repubblica italiana
- 1946 - Serie "Avvento della Repubblica" - Francobollo da 5 Lire dedicato al Duomo di Pisa - nº570;
- 1948 - Serie "Centenario del Risorgimento italiano" - Francobollo da 12 Lire dedicato alla Battaglia di Curtatone - nº586;
- 1962 - Cinquantenario della morte di Pacinotti - Serie di due valori (30 Lire e 70 Lire) - nº938/939;
- 1964 (vedi Galileo)
- 1966 (05-28) - Propaganda turistica - 20 L. - Monumenti italiani entro cornice a forma di capitello - nº1024;
- 1967 (07-01) - Codice di Avviamento Postale - Il bozzetto raffigura una cartolina o una busta con la scritta in corsivo "56100 Pisa" - (20 Lire e 40 Lire) - nº1051/1052;
- 1968 - Idem, altri valori - (25 Lire e 50 Lire) - nuove tariffe - nº1065/1066;
- 1972 (10-03)- Centenario della morte di Mazzini - 3 valori con l'effigie di Giuseppe Mazzini (25 Lire, 90 Lire e 150 Lire) (Mazzini è morto a Pisa nel 1872)- nº1168/1170;
- 1973 (08-10) - Torre di Pisa - 50 Lire - nº1226;
- 1974 (25-10) - 7º Centenario della morte di San Tommaso d'Aquino - Quadro di Francesco Traini conservato a Pisa, Chiesa di S. Caterina - 50 Lire - nº1273;
- 1977 (23-09) - Costruzioni navali italiane - Blocco di 4 francobolli con due chiudilettera, raffiguranti l'emblema della Marina Militare italiana, con la bandierina di Pisa (Repubbliche marinare) - nº1382/1385;
- 1982 (05-06) - Folklore - 1ª Serie - "Il Gioco del Ponte" - Scena del gioco - 200 Lire - nº1606 (Primo di una serie annuale di francobolli sulle manifestazioni storiche italiane);
- 1983 (vedi Galileo)
- 1989 (29-05) - "Scuole d'Italia" - Università di Pisa - 500 Lire Atrio dell'Università - nº1885;
- 1989 (26-06) - "Inter campione d'Italia 1988-89" - sul bordo del minifoglio le squadre di calcio del campionato, tra cui il Pisa S.C. - nº1893;
- 1991 (27-05) - "Sampdoria campione d'Italia 1990-91" - sul bordo del minifoglio le squadre di calcio del campionato, tra cui il Pisa S.C. - nº1987;
- 1999 (27-11) - Scuole d'Italia - Serie di 2 valori - Con 650 Lire (0.34 €) Scuola Normale Superiore, Palazzo della Carovana - nº2481;
- 2002 (01-06) - Omaggio ai Militari italiani in missione di pace - 0.41 € Stemmi militari, con Stemma Marina Militare (Bandiera di Pisa) - nº2665;
- 2002 (30-08) - UNESCO "Il patrimonio mondiale" - 0,41 € Pisa, Piazza del Duomo (e 0,52 € Isole Eolie) - nº2682 (Serie congiunta con le Nazioni Unite);
- 2006 - Francobollo Serie Arte - Madonna col Bambino di Gentile da Fabriano - 2,80 € La tavola conservata al Museo Nazionale di San Matteo (Pisa).

Infine sono da citare anche gli speciali chiudilettera realizzati nel 1965 per il XVII Congresso Eucaristico Nazionale (6-13 giugno), predisposti in vari colori (rosso, azzurro, nero, verde nero) senza valore facciale e con il valore facciale di 20 Lire. Questi ultimi, sebbene non avessero un'autorizzazione, furono utilizzati impropriamente per affrancare delle cartoline o delle lettere, anche e non solo per un uso puramente filatelico. I valori colpiti da timbro o addirittura visibilmente usati su documento postale integro sono interessanti. Comunque sono stati frequentemente utilizzati sui documenti filatelici ufficiali del Congresso (buste speciali e cartoline del Congresso di Pisa). Si può dire quindi i chiudilettera con l'eventuale annullo di "Pisa Filatelico" non hanno un gran interesse, solo quelli con annullo guller o meccanico di Pisa o altre località. Questi chiudilettera figurano catalogati sul Catalogo CEI Enciclopedico come caso particolare degno di nota.

### Vaticano
- novembre 2010 - VIII Centenario della Regola francescana - Francobollo da 0.65 € raffigurante una tavola di S.Francesco del pittore Giunta Pisano del 1230, conservato presso la Pinacoteca dei Musei Vaticani

## Resto del Mondo
Austria 
- 1984 (06-22)- Francobollo dedicato al 25º anniversario del "Mondo in Miniatura" (Minimundus) - La Torre di Pisa è ritratta con altri 3 monumenti - 4 Scellini.

 Cina 
- 1991 - Cartolina Postale da 15., celebrativo del 400º Anniversario della Legge sulla caduta dei gravi, raffigurante Galileo e la Torre di Pisa;
- 2002 - Cartolina Postale, raffigurante una barchetta di carta con i monumenti più famosi al mondo (tra cui la Torre di Pisa) - Cartolina da 60.

 Granada 
- 2002 - Foglietto da 6 $ dedicato a Popeye "in visita in Europa" - Fumetto del personaggio che mangia gli spinaci sotto la Torre di Pisa, con scritta "Popeye on a European tour"

 Guinea Equatoriale 
- 2005 - Cattedrali famose - Striscia di 5 francobolli, con uno dedicato al Duomo di Pisa - 400 F.C.F.A.

 Lesotho 
- 1999 (12-31) - Francobollo dedicato alla Torre di Pisa, nella serie "Meraviglie del Mondo" - 1,50 M.

 Lussemburgo 
- 2008 (02-12) - 1.00 € Francobollo dedicato a Enrico VII di Lussemburgo (le cui spoglie sono conservate nel Duomo di Pisa nella sua tomba monumentale).[1]

 Nazioni Unite (O.N.U. Ginevra) 
- 2002 - Emissione congiunta con l'Italia - Serie di 2 valori da 0,90 Fr. (Duomo di Pisa) e 1,30 Fr. (Isole Eolie). La serie è stata emessa anche in libretto. (Vedi Italia)

 Panama 
- 1964 - Serie di due valori dedicati a Galileo. Emessi in fogli e un foglietto. (Il valore da 0,21 B. riporta l'immagine della Torre pendente) (Vedi sotto Galileo)

 Portogallo 
- 2000 - Francobollo raffigurante un quadro di Alvaro Pires de Évora (Madonna col Bambino), conservato a Pisa - .52 (0,36 €).

 Qu'Aiti (Arabia) 
- 1973 - Monumenti celebri del mondo - Francobollo della serie dedicato alla Torre pendente di Pisa da 75 Fils - Francobolli di formato triangolare.

 Romania 
- 2009 - Francobollo dedicato a Galileo Galilei con in sfondo la Torre pendente di Pisa (vedi sotto le Emissioni dedicate a Galileo Galilei)

 Senegal 
- 1998 - Esposizione Mondiale di Filatelia "Italia 1998" - Francobollo dedicato alla Torre di Pisa da 290 Franchi - esiste anche non dentellato.

 Singapore 
- 1998 - Nuovo Anno del gatto - Foglietto dedicato al nuovo anno cinese e a Italia 1998, Esposizione mondiale di filatelia - 22c. e 2$, foglietto con la Torre di Pisa ed altri monumenti italiani.

 Saint Vincent (isola) 
- 1991 - Natale Disney - Foglietto da 6 $ raffigurante un biglietto di Natale della Walt Disney Company del 1966 (emissione facente parte della collezione tematica Disney) - Nel francobollo del foglietto immagine stilizzata della Torre pendente di Pisa

 Vietnam 
- 1985 - Francobollo da 2 d. delle serie dedicata alle auto d'epoca per Italia '85, auto Isotta Fraschini con in sfondo la Torre pendente

 Nichtsburg & Zilchstadt (filatelico) 
- 2004 - Francobollo su Leonardo Fibonacci - 30 Midenika (effigie di Fibonacci) - Francobollo "cinderella" (non ufficiale).

## Emissioni dedicate a Galileo Galilei
Capitolo a parte sono le emissioni dedicate a Galileo Galileo nel mondo. Il loro numero è veramente considerevole, grazie anche al recente anniversario. Da considere che in questo elenco figurano francobolli e foglietti con l'immagine di Galileo e della sonda satellite a lui dedicato.
 Italia 
- 1933 (29-03) - Posta Pneumatica - Francobollo da 35 centesimi rosso dedicato a Galileo (in serie con un altro valore da 15 centesimi violetto grigio dedicato a Dante Alighieri). La stessa serie è stata riemessa in valori e colori cambiati nel periodo della Luogotenenza (vedi dopo)
- 1942 (28-09) - Serie di quattro valori dedicata al 3º Centenario della morte di Galileo Galilei (10 c., 25 c., 50 c., 1,25 Lire) - nº462/465.
- 1945 (22-10) - Luogotenenza - Posta Pneumatica - Francobollo da 1,40 Lire azzurro dedicato a Galileo (in serie con un altro valore da 60 centesimi bruno dedicato a Dante Alighieri). Visto il periodo della guerra furono principalmente usati per scopi filatelici o per uso ordinario.
- 1964 (15-02) - 4º Centenario della nascita di Galileo - Serie di due valori (30 Lire e 70 Lire) - nº975/976. Nel foglio questi francobolli compongono in cima a sinistra un blocco angolare di 5.
- 1983 (02-05) - Europa - Le grandi opere del genio umano - Serie di 2 valori, con un Francobollo dedicato a Galileo Galilei - 400 Lire Telescopio e Galileo - nº1645
- 1995 (07-08) - 14º Convegno Mondiale della Relatività Generale e Fisica della Gravitazione - 750 Lire Galileo ed Einstein - nº2215
- 2009 (07-05) - EUROPA CEPT - Anno Internazionale dell'Astronomia - Francobollo da 0,60 € dedicato al telescopio italiano Galileo. In serie con un altro valore da 0,65 € dedicato al satellite AGILE.
- 2014 - Anno galileano - Statua di Galileo - 1 valore da 0,70 € (ancora in stampa)

 Biglietto Postale 
- 1994 - Biglietto postale da 700 Lire dedicato alla nascita di Galileo - Disegni di pianeti stilizzati

 San Marino 
- 1982 (21-04) - "I pionieri della Scienza" - Serie ordinaria composta da 10 francobolli, di cui l'alto valore da 5000 Lire è dedicato a Galileo Galilei. Stampa in rotocalco grigio nero e azzurro scuro.

 Città del Vaticano 
- 1994 (31-05) - EUROPA CEPT "L'Europa e le scoperte" - Serie di 2 francobolli, di cui uno da 850 lire dedicato a Galileo Galilei e le sue scoperte. Completa la serie un altro valore da 750 Lire dedicato alle scoperte di varie epoche. Sono stati stampati in minifogli da 20 esemplari

 Ajman 
- 1971 - Ricerca Spaziale - Serie di 8 francobolli dedicati a illustri scienziati, tra cui uno da 15 d. dedicato a Galileo Galilei mentre scruta il cielo con il suo telescopio

 Antigua e Barbuda 
- 1989 - Serie ordinaria composta da 8 valori dedicata alle navi. Il valore da 4 $ ritrae la nave S.S. Galileo. I francobolli hanno la soprastampa per l'uso interno a Barbuda "Barbuda Mail"

 Argentina 
- 2009 - Foglietto da 10 $ dedicato a Galileo Galilei. Francobollo di formato rettangolare. Lo sfondo è una immagine del Sistema solare

 Azerbaigian 
- 2009 (13-04) - EUROPA CEPT - Foglietto da 1 m. dedicato all'Astronomia alto valore di una serie con due altri valori stampati in su fogli e libretti. Il solo foglietto raffigura Galileo con in sfondo la Terra e un telescopio

 Bulgaria 
- 2014 - 450º anniversario della nascita di Galileo Galilei - Francobollo da 1 Lev ritratto di Galileo e osservazione al telescopio in piazza S.Marco a Venezia. Francobollo emesso in minifoglio di 4 esemplari

 Cambogia 
- ? - "Lo Spazio" - Francobollo dedicato a Galileo facente parte di una serie di 3 valori

 Cecoslovacchia 
- 1964 - Serie culturale UNESCO di 4 francobolli dedicata a grandi personaggi. Il valore da 1 Kcs è dedicato a Galileo Galilei, ritratto in un momento di riflessione. Nell'immagine anche un grande telescopio e alcune figure stilizzate

 Repubblica Ceca 
- 2009 - CARTOLINA POSTALE - Anno internazionale dell'Astronomia, intero da 10 Kcs. dedicato a Galileo Galilei e al satellite che porta il suo nome

 Ciad 
- 1997 - Foglietto della serie dedicata ai grandi uomini di scienza da 450 Fr. con nello sfondo il volto di Galileo Galilei e di Keplero. Il foglietto esiste anche non dentellato
- 2009 - Anno Internazionale dell'Astronomia - Francobollo dedicato a Galileo Galilei da 450 Fr. (Galileo davanti al tribunale). Curiosamente riporta il nome sbagliato GALILELO anziché GALILEO

 Cina 
- 1991 - CARTOLINA POSTALE - 400° della legge d'equazione d'inerzia" da parte di Galileo Galilei. Intero da 15 Y. raffigurante Galileo e la Torre pendente

 Comore 
- 1979 - Serie di 6 francobolli "Esplorazione del Sistema Solare" - Scienziati e Satelliti spaziali - Il francobollo da 20 Fr. è dedicato a Galileo Galilei. La stessa serie esiste anche in 6 foglietti

 Corea del Nord 
- 1980 - Astronomia - Foglietto raffigurante strumenti di rilevazione e personalità della Scienza tra cui Galileo Galilei
- ? - Lo Spazio - Foglietto con i segni dello zodiaco e immagini di scienziati tra cui Galileo Galilei

 Costa d'Avorio 
- 2012 - Foglietto da 2500 Fr. "Celebrità del Millennio" dedicato a Galileo Galilei. Nel foglietto alcuni immagini sulla vita del grande scienziato. Esiste anche non dentellato
- 2013 - Foglietto di 4 francobolli (due diversi soggetti) da 650 Fr. ciascuno dedicato ai Telescopi spaziali e agli astronomi - Un soggetto raffigura Galileo e l'altro Keplero

 Ecuador 
- 1964 - 400º Anniversario della nascita di Galileo Galilei - Francobollo di posta aerea da 2,00 S. ritratto di Galileo e lampada in movimento (alludendo alla leggenda di "eppur si muove"). Immagine in nero su sfondo violetto e arancio

 Gabon 
- 2009 - Foglietto da 1800 Fr. dedicato alla Conquista dello Spazio - Francobollo dedicato a Galileo Galilei. Nel foglietto è ritratto anche Yuri Gagarin. È indiscutibilmente l'omaggio più bello mai stampato per Galileo. Esiste soprastampato con il logo dell'Anno Internazionale dell'Astronomia
- 2014 (?) - Foglietto da 3500 Fr. dedicato alle grandi invenzioni e scoperte, raffigurante Galileo, il suo telescopio e alcuni pianeti. Il foglietto comprende due francobolli che compongono un triangolo

 Germania Est (DDR) 
- 1988 - Foglietto da 0,70 M. dedicato a Bertold Brecht - nel foglietto è ritratta una immagine dello spettacolo teatrale di Brecht "Vita di Galileo Galilei"

 Gibilterra 
- 2009 (01-06) - EUROPA CEPT - Francobollo da 42 p. ritratto di Galileo facente parte di una serie di 4 valori (Aristotele, Galileo, Copernico e Newton). Ogni francobollo è stato emesso in minifoglio da 8 esemplari

 Gibuti 
- 1994 - Foglietto di due francobolli dedicati all'invenzione del Telescopio da parte di Galileo Galilei. Il valore da 120 Fr. raffigura degli astronauti e alcuni pianeti, il valore da 180 Fr. raffigura il ritratto di Galileo. Esistono anche non dentellati
- 2010 - Serie dedicata a grandi personaggi internazionali - francobollo da 50 Fr. dedicato a Galileo Galilei
- 2013 - Foglietto dedicato al Satellite Galileo - Composto da due valori da 350 Fr., dedicati al Satellite Pioneer 10 e al Satellite Galileo. In sfondo pianeti e spazio. Nel foglietto sono disegnate immagini di satelliti.

 Grenada 
- 2011 - L'evoluzione dell'Astronomia - Foglietto autoadesivo composto da 4 francobolli di 2,75 $ ciascuno e uno da 6 $. Un valore da 2,75 $ è dedicato a Galileo Galilei (che compare in un altro ritratto anche nel foglietto in alto a sinistra all'inizio della cronologia temporale)

 Guinea 
- 2009 - Anno Internazionale dell'Astronomia - Foglietto di 6 francobolli da 5000 FG. che in fondo a sinistra ritrae Galileo intento a scrutare il cielo con il suo telescopio

 Guinea-Bissau 
- 2003 - Foglietto dedicato a Personalità mondiali composto da 6 francobolli da 450 FCFA ciascuno. Il primo francobollo in alto a sinistra è dedicato a Galileo Galilei e Giulio Verne. Nel foglietto anche un francobollo dedicato a Verdi e Pavarotti
- 2006 - Foglietto di 4 francobolli da 500 FCFA dedicato ai "Pionieri dello Spazio" - Il primo francobollo in alto a sinistra è dedicato a Galileo Galilei, ritratto con telescopio. Gli altri soggetti sono: Gagarin, von Braun e Neil Armstrong con il modulo lunare
- 2008 - Francobollo da 350 FCFA dedicato a Galileo Galilei, ritratto da anziano mentre è intento a scrivere su un quaderno. Nello sfondo il sistema solare.
- 2008 - Foglietto "50º anniversario dei Trattati di Roma". Francobollo da 500 FCFA dedicato a Galileo. Nello sfondo un satellite e vista spaziale della Terra. Il foglietto, che è dedicato all'Italia, è composto da alti 3 francobolli da 500 FCFA dedicati a Giuseppe Verdi, Tiziano e Michelangelo Antonioni
- 2009 - Due foglietti dedicati ai Grandi Fisici, uno composto da 5 francobolli di cui il valore da 500 FCFA è dedicato a Galileo Galilei, e l'altro composto da un francobollo da 3000 FCFA dedicato a Einstein, con nel foglietto Galileo Galilei davanti al tribunale dell'Inquisizione
- 2009 - Anno Internazionale dell'Astronomia - Due Foglietti, uno dedicato interamente a Galileo con due francobolli da 450 Fr. e due da 1000 Fr. raffiguranti lo scienziato e i suoi telescopi (con due vignette senza valore facciale) e un altro foglietto con un francobollo da 3500 FCFA dedicato a Galileo Galilei mentre scruta il cielo con il telescopio. Nel foglietto è ritratto anche Thomas Harriot

 Hawaii (Hawai'i Post) 
- 2008 - Serie di due francobolli dedicati all'Astronomia. Il valore da 6 $ raffigura il James Clerk Maxwell Telescope di Mauna Kea e il valore da 9 $ raffigura Galileo Galilei in uno dei suoi più celebri ritratti

 Indonesia 
- 2009 - Foglietto dedicato all'Anno Internazionale dell'Astronomia - Tre francobolli da 5000 Rupie indonesiane di cui uno dedicato al Telescopio e uno dedicato a Galileo Galilei. Completa il trittico un francobollo dedicato al manifesto della ricorrenza. Lo stesso trittico è stato stampato anche in minifoglio con 4 trittici

 Irlanda 
- 2000 - Serie "Personaggi del Millennio" - Francobollo da 30 c. dedicato a Galileo Galilei

 Kazakistan 
- 2009 (26-06) EUROPA CEPT - Francobollo da 230 t. ritratto di Galileo con Terra e telescopio (in serie con un altro francobollo da 230 t. raffigurante delle costellazioni e un telescopio)

 Laos 
- 1986 - Serie di 5 francobolli dedicata al passaggio della Cometa di Halley - il francobollo da 4 k. è dedicato a Galileo (in dittico con il francobollo da 3 k.)

 Lituania 
- 2009 (25-04) - EUROPA CEPT - Serie di due francobolli da 2,45 Lt raffiguranti uno il telescopio e l'università, l'altro un ritratto di Galileo Galilei con il suo telescopio

 Lussemburgo 
- 2009 (12-05) - EUROPA CEPT - Francobollo da 0,70 € ritratto di Galileo e lo spazio (in serie con un valore da 0,50 € raffigurante una stella cadente su un paesaggio)

 Malawi 
- 2008 - Foglietto dedicato ai Grandi Scienziati composto da due francobolli. Il valore da 100 K. raffigura Galileo Galilei e il valore da 300 K. raffigura Roger Bacon. Nel foglietto anche la Torre pendente (a sinistra) e un astrolabio (a destra)
- 2011 - Foglietto dedicato ai Grandi Scienziati composto da due francobolli da 150 Fr. raffigurante ritratti di Galileo e Copernico. Completa il foglietto la scritta "Defining the Laws of Motion"

 Mali 
- 1995 - Serie di due valori dedicata a scienziati e sonde spaziali. Il valore da 150 Fr. ritrae Ernest Julius Opik e la Sonda spaziale Galileo. La serie esiste anche non dentellata
- 2006 - Foglietto dedicato a Galileo e alla scienza. È composto di un valore da 650 Fr. ritratto di Galileo e uno da 1300 Fr. Satellite Galileo. Nel foglietto è ritratta anche Marie Curie
- 2011 - Foglietto dedicato a "Physiciens et Astronomes les plus influentes" composto da due francobolli da 1000 Fr. ciascuno dedicati a Kepler e a Galilei

 Malta 
- 2009 (09-05) - EUROPA CEPT - Francobollo da 0,37 € ritratto di Galileo, la Luna e mezzo spaziale (in serie con un valore da 1,19 € raffigurante un antico osservatorio)

 Isole Marshall 
- 2012 - Foglietto composto da 20 francobolli da 0,45 cents dedicato ai Grandi Scienziati del Mondo. Il foglietto si presenta come una galleria di ritratti, tra cui uno è di Galileo Galilei (in seconda fila).

 Messico 
- 1971 (27-02) - Serie "Astronomi celebri" - Francobollo di posta aerea da 2 $ dedicato a Galileo Galileo. Serie Luna69

 Moldavia 
- 2009 (07-05) - EUROPA CEPT - Francobollo da 4,50 L. ritratto di Galileo, costellazione e disegni, realizzato dentellato in fogli e non dentellato in libretto (in serie con un altro valore da 4,50 L. dedicato a Nicolae Donici)

 Principato di Monaco 
- 2009 (04-05) - EUROPA CEPT - Francobollo da 0,70 € ritratto di Galileo monocromo con disegni e telescopio (in serie con un valore da 0,56 € dedicato a Francesco Maria Grimaldi)

 Mozambico 
- 2009 - Due foglietti dedicati all'Anno dell'Astronomia e alla scoperta del Telescopio da parte di Galileo Galilei. Un foglietto è composta da 6 francobolli dentellati da 33,00 Mt., accoppiati , che raffigurano alcune immagini di Galileo (una è dedicata all'esperimento della caduta dei gravi dalla Torre pendente). Il secondo foglietto è composto da un francobollo da 175,00 Mt. e raffigura alcune immagini di Galileo, tra cui il suo busto marmoreo. Curiosamente quest'ultimo foglietto riporta nelle didascalie delle immagini la scritta errata "Gaglileo" anziché "Galileo", errore che non figura nella scritta grande in alto che riporta invece il nome corretto. Il foglietto da 175,00 Mt. esiste sia dentellato che non dentellato.

 Nevis 
- 2008 - Foglietto composto da 6 francobolli da 1,50 $ ciascuno dedicato al Satellite spaziale Galileo. I soggetti sono le fasi di progettazione e fotografie del satellite in orbita

 Nicaragua 
- 1994 - Foglietto dedicato all'Astronomia composto da 16 francobolli da 1,50 C. dedicati a illustri scienziati. Un valore da 1,50 è dedicato a Galileo Galilei e alla Sonda che porta il suo nome. Completa la serie un foglietto da 10 C. dedicato a Copernico.

 Niger 
- 1970 - Serie di posta aerea dedicata ai "Precursori dello Spazio" - 100 Fr. dedicato ai fratelli Mongolfier e 200 Fr. dedicato a Galileo Galilei
- 1970 - Serie precedente soprastampata in nero "Solidarité Spatiale Apollo XIII 11-17 Avril 1970"

 Panama 
- 1964 - 4º Centenario della nascita di Galileo - Serie di due valori non dentellati triangolari da 0,10 B. e 0,21 B. Il valore da 0,10 raffigura il telescopio con alcune leggi e indicazioni scientifiche, il valore da 0,21 invece raffigura Galileo con le sue scoperte scientifiche (a destra è riprodotta la Torre pendente). I due valori sono stati emessi anche in foglietto con colori cambiati, dentellati, che riporta l'indicazione "Ano del sol tranquilo 1964-65"

 Paraguay 
- 1965 - Serie e Foglietto "Grandi scienziati mondiali" composto da 5 francobolli ordinari e 3 di posta aerea in formato triangolare, dentellati o non dentellati, di cui il valore da 0,20 G. e da 12,45+6 G. sono dedicati a Galileo Galilei. Il foglietto, non dentellato, è composto da due francobolli triangolari da 0,40 G. (Einstein) e da 12,45+6 G. (Galileo Galilei). In sfondo il Sistema Solare, asteroidi e un missile spaziale.

 Polonia 
- 1964 - CARTOLINA POSTALE - 4º Centenario della nascita di Galileo da 40 Gr., ritratto di Galileo, stampa in bruno chiaro

 Romania 
- 1964 - Serie Personaggi Illustri composta da 6 valori. Il francobollo da 1,20 Lei dedicato a Galileo Galilei
- 2009 (06-05) - EUROPA CEPT - Francobollo da 2,40 L. raffigurante Galileo con strumenti scientifici, Torre pendente e logo dell'UNESCO (in serie con un valore da 9,40 L. raffigurante un planisfero storico). I due valori sono stati stampati anche in libretti di 6 esemplari ciascuno, che ritraggono al loro interno Galileo Galilei e le sue invenzioni

 Russia (URSS) 
- 1964 - Serie culturale - Serie di 3 valori di cui uno dedicato a Galileo Galilei da 12 k.verde e nero (ritratto di Galileo, scienziati e pianeti). Completano la serie un valore da 6 k. per Michelangelo e uno da 10 K. per Shakespeare

 Ruanda 
- 2009 - Foglietto di 12 francobolli da 400 Fr., 500 Fr. e 750 Fr. ciascuno dedicato ai Grandi Scienziati. Un francobollo da 400 Fr. è dedicato a Galileo Galilei. In ogni francobollo anche il simbolo ufficiale del Rotary Club International
- 2009 - Foglietto dedicato ai Grandi Astronomi Italiani del XVI e XVII secolo - Francobollo da 150 Fr. dedicato a Galileo Galilei
- 2009 - Anno dell'Astronomia - Foglietto dedicato all'anniversario del volo del Concorde - Francobollo da 1800 Fr. Nel foglietto ritratto di Galileo Galilei e veduta spaziale della Terra. Il foglietto esiste anche non dentellato

 El Salvador 
- 2009 - Serie di 4 francobolli da 0,25 $ dedicati all'Anno Internazionale dell'Astronomia - Uno è dedicato a un ritratto di Galileo Galilei con, sovrapposta, la sua siloutte mentre guarda il cielo con il telescopio

 Emirato di Sharja & Dependences 
- 1972 - Serie di posta aerea dedicata ai Personaggi Illustri composta da 7 francobolli. Il valore da 1 Rl. è dedicato a Galileo Galilei. Nella stessa serie figurano tra gli altri Marconi, Michelangelo e Leonardo.

 Sierra Leone 
- 1990 - Foglietto dedicato alla Esplorazione di Marte composto da 9 francobolli da 175 Le ciascuno. Uno di essi ritrae Galileo unitamente a un cartello con le fasi lunari. Il foglietto fa parte di una serie di 6 foglietti che riportano sui quattro bordi la dicitura "Saluting the coming exploration of Mars"

 Srpske Post (Bosnia Serba) 
- 2014 - Francobollo da 1,70 M. dedicato a Galileo Galilei. Nel francobollo sono ritratti anche il Telescopio, la Luna e un cielo stellato. È stato stampato in un minifoglio di 8, in cui al centro c'è una vignetta senza valore che raffigura Galileo mentre da lezione ad un discepolo. Della stessa serie, anch'esso stampato in minifoglio, un francobollo da 1,70 M. dedicato a Shakespeare.

 Saint Vincent e Grenadine 
- ? (anni '90) - Francobollo da 20 cents raffigurante Galileo Galilei e il suo telescopio

 Togo 
- 2010 - Serie di due foglietti dedicati alla scoperta da parte di Galileo del Telescopio - Un foglietto è composto da 4 francobolli da 750 Fr. ciascuno che raffigurano immagini di Galileo e degli astri da lui scoperti e osservati. L'altro foglietto, di dimensioni ridotte, contiene un francobollo da 3000 Fr. ritratto di Galileo

 Tuvalu 
- 2008 - 50° dell'Esplorazione dello Spazio e dei Satelliti - Foglietto contenente una serie di 4 francobolli da 1,30 $ ciascuno dedicata al satellite Galileo

 Ucraina 
- 2009 (17-04) - EUROPA CEPT - Francobollo da 5,25 ritratto di Galileo con disegno del sistema solare e telescopio (in serie con un valore da 3,75 raffigurante un telescopio antico e una porzione di cielo stellato). Stampati in due formati, normale da fogli, e più grande da libretto in tiratura limitata di 22000 esemplari (libretti)

 Ungheria 
- 1964 - Francobollo dedicato a Galileo Galilei - 2Ft. bruno rosso, ritratto - Esiste sia dentellato che non dentellato (quest'ultimo realizzato per scopi filatelici)
- 2009 (08-05) - EUROPA CEPT - Foglietto Anno europeo dell'Astronomia raffigurante Galileo nel valore da 100 Ft. (ripetuto due volte in coppia con altrettanti valori da 230 Ft. raffiguranti Giove e satelliti)

 Uruguay 
- 2009 - Anno Internazionale dell'Astronomia - Foglietto composto da 3 valori (10, 12 e 24 $) dedicati a Galileo Galilei (ritratto di Galileo, Galileo e il tribunale dell'Inquisizione, logo della manifestazione internazionale)

 Yemen (Repubblica Araba) 
- ? - Storia della conquista dello Spazio - Serie di Posta Aerea di cui il valore da 3 B. è dedicato a Galileo Galilei. Tutti i francobolli della serie hanno il contorno argentato

## Emissioni speciali fuori corso postale su Galileo

### Italia (Campagna nazionalista)
- ? - Periodo Prima Guerra Mondiale - Marca nazionalista Serie XVIII^ nº23 "Guerra europea" raffigurante il ritratto di Galileo su un'immagine di città in fiamme. Nel cartiglio in fondo riporta il motto: "Italiani: rifiutate sempre merci tedesche" - Senza valore facciale

### Italia (Celebrazioni Galileane 1942)
- 1942 - Erinnofilo senza valore facciale non dentellato, di colore azzurro chiaro, che riporta la scritta "Terzo Centenario della morte di Galileo Galilei". Al centro è ritratta la Terra con la scritta "Eppur si muove" e un'orbita di un satellite (curiosità perché al tempo non erano ancora stati lanciati in orbita!)

### Italia (Marche Istituto Nazionale della Previdenza Sociale)
- 1963 - Marche dell'INPS dedicate a Galileo Galileo, utilizzate dagli uffici su tutto il territorio italiano. Oltre alle serie con l'effigie di Galileo furono stampate marche con Marconi, Michelangelo, Avogadro, Fermi, Dante, Dubini, A. Genovesi, Colombo, Cavour, Filangeri, Ramazzini, Leonardo da Vinci, Cellini e Galileo Ferraris. La data di utilizzo della marca doveva essere scritto a mano nell'apposito riquadro. Le Marche sono divise in due serie, ognuna con valori e colori differenti:
  - Anno 1963 - Serie C

9 Lire I - ocra e nero, 11 Lire II - verde e nero, 13 Lire III - rosa e nero, 18 Lire IV - blu e nero
  - Anno 1963 - Serie D

8 Lire I - ocra, 10 Lire II - verde, 12 Lire III - rosa, 16 Lire IV - blu
  - Anno 1966 - Serie C - fondo colorato

9 Lire I - verde, 11 Lire II - rosso, 13 Lire III - blu, 18 Lire IV - viola
  - Anno 1966 - Serie D - fondo bianco

8 Lire I - verde, 10 Lire II - rosso, 12 Lire III - blu, 16 Lire IV - viola

### Italia (XXVII ^ Campagna Antitubercolare)
- 1964 - Erinnofilo da 10 lire dedicato a Galileo Galilei della serie dei personaggi italiani celebri (proveniente da un libretto)

### Ajman
- ? (anni '70) - Serie di soggetti Non Emessi - Furono stampati alcuni francobolli con soggetti dedicati a ritratti di personaggi e quadri famosi. I personaggi sono: Galileo, Verne, Goddard, Newton. Non hanno valore facciale in quanto la loro stampa fu bloccata perché ritenuti troppo brutti, tuttavia vennero soprastampati con due bande nere orizzontali e venduti in blocco sul mercato filatelico. Sono da considerarsi francobolli non emessi con dubbia ufficialità

### Ossezia del Sud
- 2009 - EUROPA CEPT - Anno dell'Astronomia - Serie di due francobolli da 30 P. dedicati allo Spazio e a Galileo. Un francobollo riporta la scritta "South Ossetia" in inglese, l'altro esemplare invece la scritta in cirillico

### Sahara Occidentale R.A.S.D.
- 1992 - Serie di 5 francobolli "Lo Spazio" con un valore da 10 Ptas raffigurante Galileo Galilei e un valore da 100 Pts raffigurante la sua dimora fiorentina (Le emissioni del Sahara Occidentale non sono riconosciute dall'UPU e quindi non considerate ufficiali). Si conosce praticamente solo usata (con timbro figurato)
- 2004 - 35º anniversario della missione di Apollo 11 - Serie precedente soprastampata in argento a valori accoppiati (due per ogni valore). In soprastampa un missile e un modulo spaziale. La serie è stata distribuita allo stato di nuovo per scopi filatelici

## Curiosità collezionistiche su Galileo
Oltre ai francobolli e alle marche erinnofile esistono una moneta da 500 Lire (Vedi moneta in argento) e una banconota da 2000 lire stampata dalla Zecca dello Stato italiano dedicate a Galileo con veduta del Duomo di Pisa e una scheda telefonica per uso collezionistico e una scheda telefonica da 5000 Lire, distribuita a carattere nazionale, raffigurante la famosa "lampada di Galileo" del Duomo di Pisa. È in procinto di essere coniata dall'Italia una moneta commemorativa da 2 euro, mentre una moneta commemorativa invece da 25 euro in argento sempre dedicata a Galileo è stata coniata dall'Austria nel 2009.